# VIII Sentence
Albums de ADX
Résurrection
(1998) Division Blindée
(16 mai 2008)
VIII Sentence est le deuxième album live du groupe de speed metal français ADX sorti en 2001.

## Liste des titres
| No  | Titre                                                                                          | Durée |
| --- | ---------------------------------------------------------------------------------------------- | ----- |
| 1.  | Nostromo (Instrumental)'                                                                       | 1:28  |
| 2.  | Résurrection                                                                                   | 4:30  |
| 3.  | Notre Dame de Paris                                                                            | 4:31  |
| 4.  | Déesse du crime                                                                                | 5:21  |
| 5.  | La dame noire                                                                                  | 5:19  |
| 6.  | Marquis du mal                                                                                 | 6:33  |
| 7.  | L'ordre sacré                                                                                  | 5:04  |
| 8.  | De l'autre côté                                                                                | 5:33  |
| 9.  | Brocéliande                                                                                    | 7:38  |
| 10. | Caligula                                                                                       | 6:12  |
| 11. | VII (Instrumental)'                                                                            | 1:55  |
| 12. | Résistance                                                                                     | 3:46  |
| 13. | Medley (l'étranger, Sign of the time, Le fléau de Dieu, Mémoire de l'éternel, Lost generation) | 5:14  |
| 14. | Suprématie                                                                                     | 4:24  |

Paroles et musique : ADX.

## Composition du groupe
- Philippe "Phil" Grelaud - Chant.
- Hervé "Marquis" Tasson - Guitare.
- Yves "Louis XV" Malezieux - Guitare.
- Frédéric "Deuch" Deuchilly - Basse.
- Didier "Dog" Bouchard - Batterie.